# 10e escadre de chasse
La 10e escadre de chasse  est une ancienne unité de chasse de l'armée de l'air française créée le 1er avril 1951 et dissoute le 31 mai 1985.

## Historique

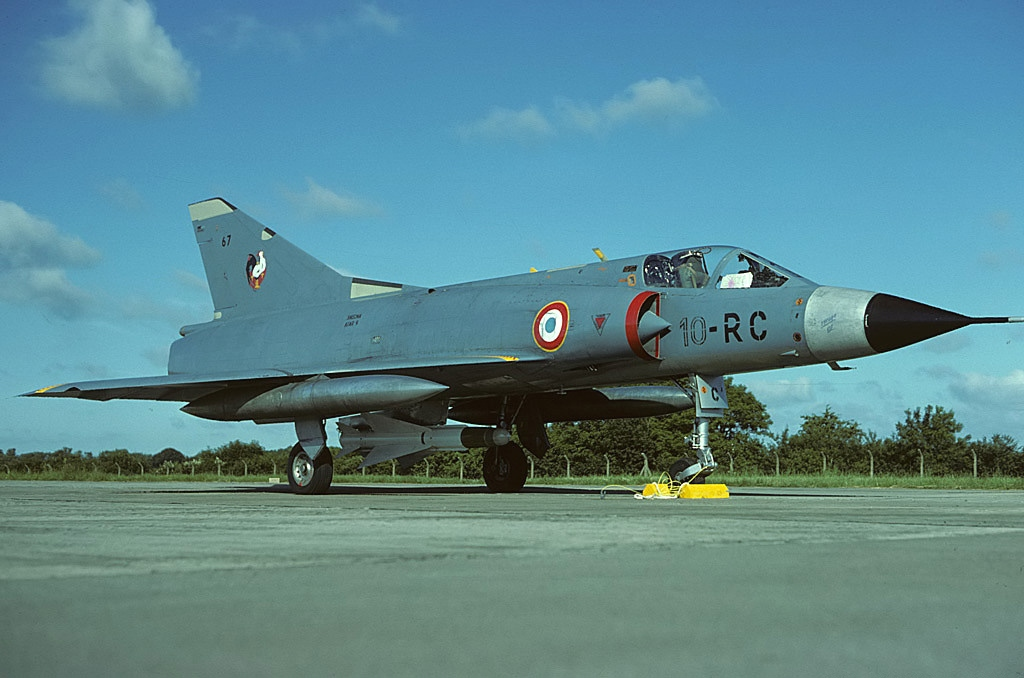
Mirage IIIC de l'EC 2/10 Seine

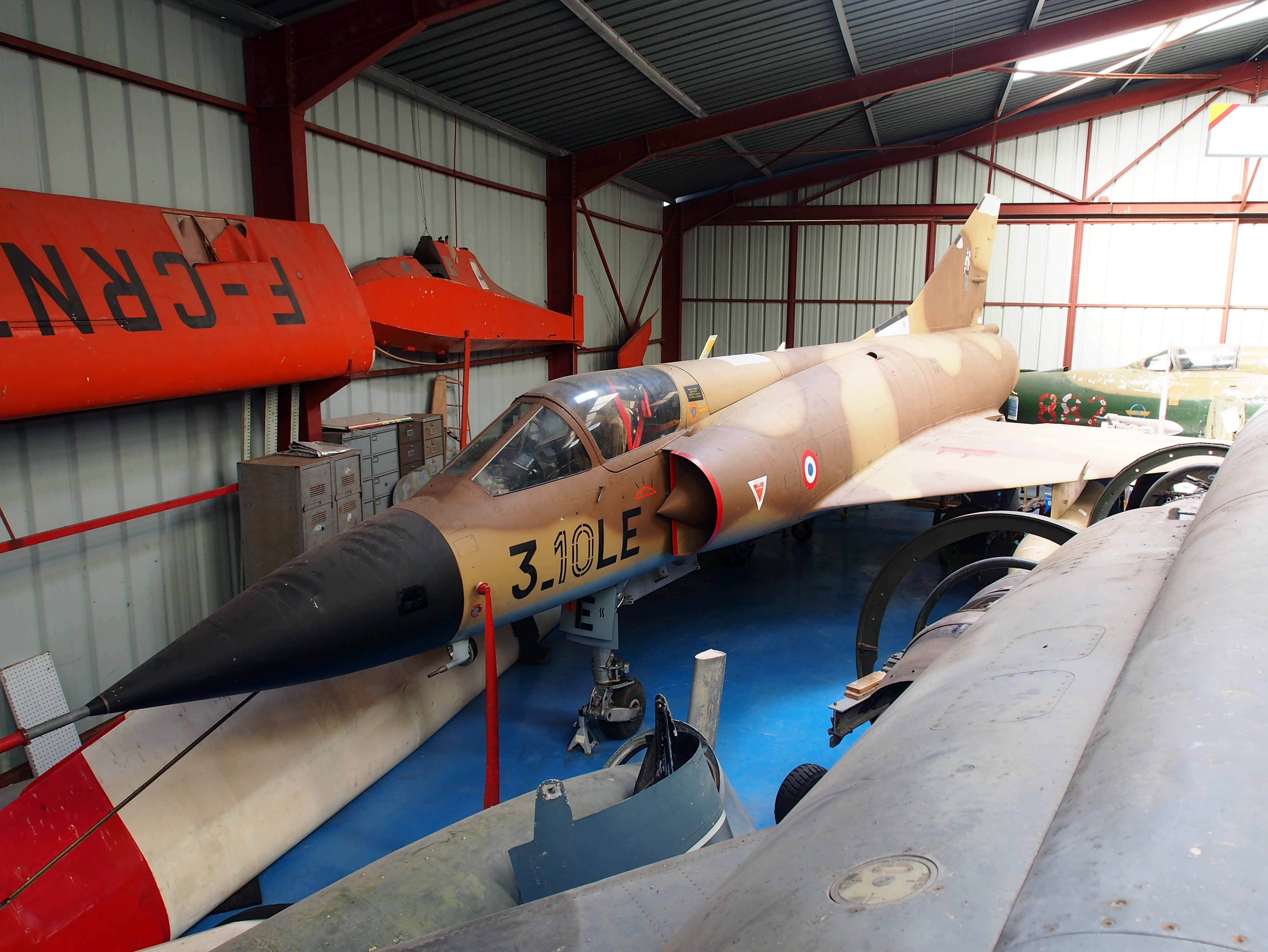
Mirage IIIC aux couleurs du 3/10 conservé au Musée de l’Épopée de l'Industrie et de l'Aéronautique à Albert

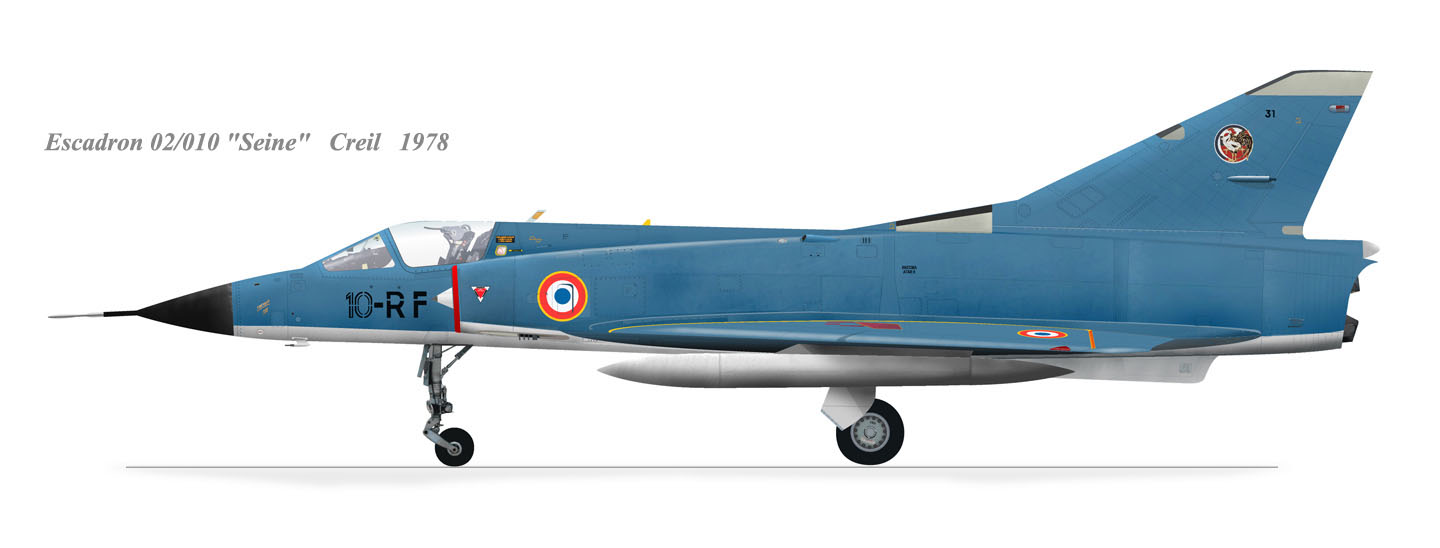
Mirage IIIC du 2/10 Seine

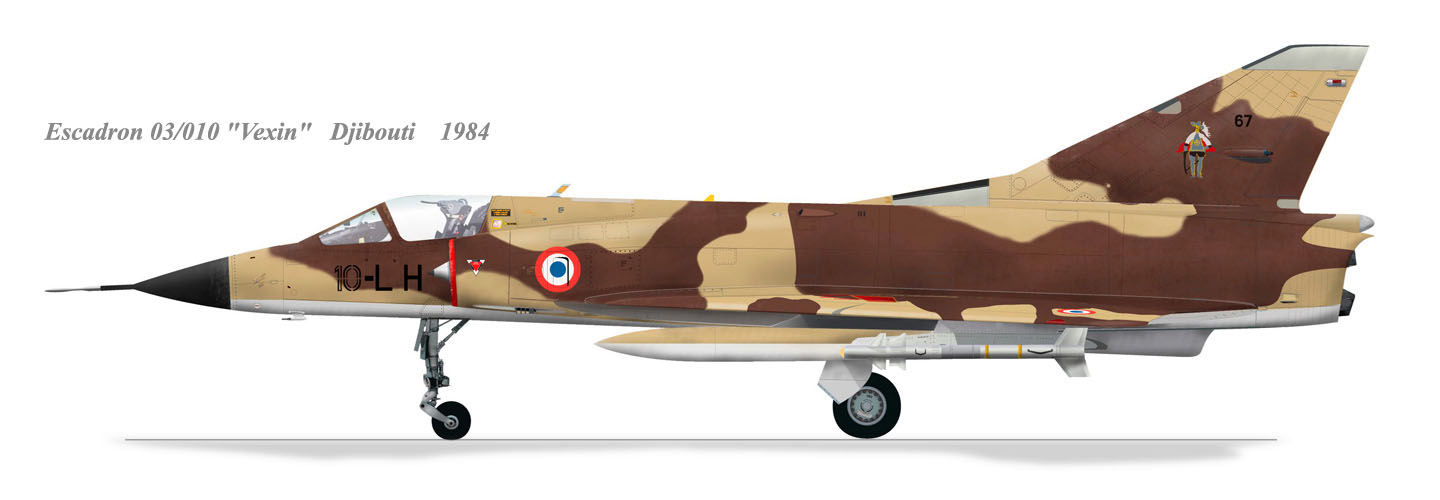
Mirage IIIC du 3/10 Vexin

La 10e Escadre de chasse tactique est créée le 1er avril 1951 à partir des Centres d'Entraînement des Réservistes des bases de Villacoublay et de Rabat Salé. Elle est alors composée de trois escadrons. L'EC 1/10 avec 16 chasseurs F-47 Thunderbolt et l'EC 2/10 équipé de 8 MS-472 et 4 F-47 sont basés à Villacoublay. L'EC 3/10 et ses 8 MS-472 et 8 F-47 est quant à lui basé à Rabat-Salé, mais il quittera la 10e EC le 1er novembre 1953.
L'escadre s'installe à Creil à partir du 1er juin 1954. Elle restera sa base principale jusqu'à sa dissolution près de trente ans plus tard. 
La 10e Escadre de chasse est dissoute le 31 mai 1985 sur la base de Base aérienne 110 Creil.

## Escadrons

### Cercle de Chasse de Paris
- Escadron de chasse 1/10 Cercle de Chasse de Paris (1er avril 1951 au 1er juin 1954)

### Parisis
- Escadron de chasse 1/10 Parisis (1er décembre 1954 au 1er février 1958)

### Aunis
- Escadron de chasse 3/10 Aunis (1er mars 1956 au 31 juillet 1956)

### Valois
- Escadron de chasse 3/10 Valois (31 juillet 1956 au 1er février 1958)
- Escadron de chasse 1/10 Valois (1er février 1958 au 1er avril 1985)

### Seine
- Escadron de chasse 2/10 Seine (1er décembre 1954 au 31 mai 1985)

### Vexin
- Escadron de chasse 3/10 Vexin (1er septembre 1978 au 31 mai 1985) à Djibouti

### Loire
- Escadron de chasse 1/30 Loire (1er octobre 1961 au  1er juillet 1962) détaché de la 30e escadre de chasse

### autres
- Escadron de chasse 2/10 (1er avril 1951 au 1er juin 1954)
- Escadron Mixte de Calibration et d'Entraînement 3/10 (1er avril 1951 au 1er novembre 1951)
- Escadron d'Entraînement et de Calibration 3/10 (1er novembre 1951 au 1er juin 1954)

## Bases
- BA107 Villacoublay du 1er mai 1951 au 1er juin 1954
- BA102 Dijon du 1er novembre 1951 au 1er juin 1954 (EEC 3/10)
- BA151 Rabat Salé du 1er avril 1951 au 1er novembre 1951 (EMCE 3/10)
- BA110 Creil du 1er décembre 1954 au 31 mai 1985
- BA188 Djibouti du 22 novembre 1978 au 31 mai 1985

## Appareils
- Republic P-47D du 1er avril 1951 au 1er juin 1954
- Morane-Saulnier MS.472 Vanneau du 1er avril 1951 au 1er juin 1954
- De Havilland  Vampire du 1er juin 1955 au 1er juin 1954 à août 1956
- Dassault Mystère IIC du 13 juillet 1955 au 21 novembre 1957
- Dassault Mystère IVA de décembre 1957 au 20 janvier 1959
- Dassault Super Mystère B2 du au 28 mai 1958 à au juillet 1974
- SNCASO Vautour IIN du au 1er octobre 1961 au 1er juillet 1962
- Dassault Mirage IIIC du au 24 juillet 1968 au 31 mai 1985
- Dassault Mirage F1C du 28 septembre 1981 au 1er avril 1985 (Uniquement le 1/10 Valois)
- Dassault Mirage F1C-200 à partir de 1984 au 1er avril 1985 (Uniquement 1/10 Valois)